# Класс Ігор Йосипович
Ігор Йосипович Класс (нар. 26 листопада 1939, Одеса, СРСР — пом. 13 березня 2022) — радянський і російський актор театру і кіно українського походження, театральний режисер.

## Біографія
Ігор Клас народився 26 листопада 1939 року в Одесі. Закінчив штурманське відділення Ризького морехідного училища, служив матросом.
Потім закінчив акторський (1965) та режисерський факультети Ленінградського інституту театру, музики та кінематографії. Працював актором у Тобольському драматичному театрі, з 1967 року — режисером-постановником в Абаканському драматичному театрі.
Відомий за ролями різних лиходіїв, у тому числі холоднокровного пірата Швейгерта в бойовику «Пірати XX століття», жахливого злодія в законі Капустіна на прізвисько «Кат» у серіалі «Дронго». 1985 року виступив у ролі вбивці Зої Космодем'янської полковника Рюдерера в телесеріалі «Битва за Москву». У 2007 році зіграв роль старого письменника Варлама Шаламова у серіалі «Заповіт Леніна».
Помер 13 березня 2022. Похований у Москві на Калитниківському цвинтарі.

## Фільмографія
- 1963 — Приймаю бій
- 1965 — Змова послів — Фелікс Едмундович Дзерджинський
- 1965 — Перший відвідувач — Фелікс Едмундович Дзерджинський
- 1965 — Залп «Аврори» — Ліпатов
- 1966 — Останній шахрай — Саша, сержант-регулювальник
- 1966 — У 26-го не стріляти — Брехт
- 1966 — Сини Вітчизни — офіцер-есесівець, начальник охорони концтабору
- 1967 — Підірване пекло
- 1967 — Женя, Женечка і «Катюша» — німецький солдат
- 1967 — Початок невідомого століття — отаман Ангел
- 1967 — Бунтівна застава — Ткач Павло
- 1968 — Мертвий сезон — відвідувач ресторану (в титрах не вказаний)
- 1969 — Дорога додому — Андрій Теплов
- 1969 — Яблука сорок першого року — Пінчук
- 1970 — Був місяць травень — Авдієв
- 1970 — П'ятірка відважних — німецький лейтенант
- 1970 — Спорт, спорт, спорт — Іван Грозний
- 1971 — Могила лева — Ничипор
- 1971 — Острів скарбів — Бен Ганн, колишній пірат, острів'янин
- 1971 — Перевірка на дорогах — партизан-естонець
- 1972 — Нам ніколи чекати — Микола Серєбров
- 1973 — Два дні тривоги — Прохор Зенькін
- 1973 — Товариш генерал — Олексій Шляго, ад'ютант Капітонова
- 1974 — Єдина дорога — Мюллер
- 1974 — Контрабанда — Ігор Васильович Клячко
- 1975 — Ар-хі-ме-ди! — Зубов
- 1975 — Порт — німецький офіцер
- 1976 — Вогняне дитинство — капітан
- 1977 — Хліб дитинства мого — Яків
- 1977 — Фронт за лінією фронту — шарфюрер на КПП
- 1977 — Знак вічності
- 1977 — Доля — офіцер верхмату Віллі Маєр
- 1978 — Артем — комісар Тимчасового уряду
- 1978 — Любов і лють — Росіцький
- 1978 — Де ти був, Одіссею? — Тіле, німецький солдат
- 1979 — Дике полювання короля Стаха — Ригор
- 1979 — Пірати XX століття — Йоахім Йоганес Швейгерт, він же Рольф Шнайдер, він же Курт Віннер
- 1980 — Тегеран-43 — офіцер, що проводив огляд (озвучує Олег Голубицький)
- 1980 — Хліб, золото, наган
- 1981 — Шостий — Коритін, начальник міліції (в титрах не вказаний)
- 1982 — Культпохід до театру — Пєхов
- 1983 — Пароль — «Готель Регіна» — Коровін
- 1984 — Невідомий солдат — Огородніков
- 1984 — Приходь вільним — член військової ради
- 1985 — Стрибок — Дон Кіхот
- 1985 — Таємна прогулянка — офіцер німецької польової жандармерії
- 1985 — Битва за Москву — підполковник Рюдерер
- 1986 — Поруч з вами — Гаврилушкін
- 1991 — Американський шпигун
- 1991 — Кремлівські таємниці шістнадцятого століття
- 1992 — Далеко від Санкт-Петербурга
- 1992 — Кодекс мовчання-2: Слід чорної риби — Мітрохін, перший секретар обкому
- 1992 — Гра
- 1993 — Кодекс безчестя — вантажник
- 1996 — Передмова
- 2001 — Хазяїн імперії
- 2002 — Дронго — кат
- 2005 — Полювання на асфальті — Мага, злодій у законі (озвучив Рудольф Панков)
- 2007 — Заповіт Леніна — Варлам Шаламов в старості
- 2011 — Жила-була одна баба — Ликов
- 2014 — Лінія Марти — лікар у блокадному Ленінграді